# 大花千里光
大花千里光（学名：Senecio megalanthus）为菊科千里光属的植物，是中国的特有植物。分布在中国大陆的四川等地，生长于海拔4,100米至4,800米的地区，多生长在高山石砾山坡，目前尚未由人工引种栽培。